# Syrena (serial telewizyjny)
Syrena (ang. Siren) – amerykański serial telewizyjny łączący elementy dramatu, fantasy, thrillera oraz mistery. Wyprodukowany został przez Stockton Drive Inc. oraz Freeform Original Production. Twórcami serialu są Eric Wald i Dean White.
Produkcja była emitowana w Stanach Zjednoczonych od 29 marca 2018 roku na antenie stacji Freeform. W Polsce serial był dostępny od 22 kwietnia 2018 roku na kanale HBO3.

## Fabuła
Akcja serialu rozgrywa się w nadmorskim miasteczku Bristol Cove, które – zgodnie z lokalną legendą – zostało założone przez mężczyznę zakochanego w syrenie. Z tego względu syrena stała się symbolem miasta.
Fabuła rozpoczyna się na kutrze rybackim podczas nocnego połowu. W sieci rybackiej zostaje uwięzione nieznane stworzenie, które rani jednego z członków załogi. Na miejsce wezwana zostaje straż przybrzeżna, jednak pojawia się wojsko, które zabiera zarówno rannego rybaka, jak i schwytane stworzenie – okazujące się syreną. Następnego dnia w Bristol Cove zjawia się kolejna syrena – Ryn, która próbuje odnaleźć swoją siostrę przetrzymywaną przez wojsko.

## Obsada

### Główna
- Alex Roe – Ben Pownall[5]
- Eline Powell – Ryn[6]
- Ian Verdun – Xander McClure[7]
- Rena Owen – Helen Hawkins[6]
- Fola Evans-Akingbola – Maddie Bishop[5]
- Sibongile Mlambo – Donna[8]

### Drugoplanowa
- Chad Rook – Chris Mueller
- Curtis Lum – Calvin
- Ron Yuan – Aldon Decker
- Gil Birmingham – Dale Bishop
- Tammy Giles – Marissa Staub
- Anthony Harrison – admirał Harrison
- Aylya Marzolf – Katrina[9]
- Sedale Threatt Jr. – Levi[9]

## Odcinki
| Sezon | Odcinki | Oryginalna emisja w Freeform | Oryginalna emisja w Freeform | Oryginalna emisja w HBO 3 | Oryginalna emisja w HBO 3 |
| Sezon | Odcinki | Premiera sezonu              | Finał sezonu                 | Premiera sezonu           | Finał sezonu              |
| ----- | ------- | ---------------------------- | ---------------------------- | ------------------------- | ------------------------- |
| 1     | 10      | 29 marca 2018                | 24 maja 2018                 | 22 kwietnia 2018          | 24 czerwca 2018           |
| 2     | 16      | 24 stycznia 2019             | 1 sierpnia 2019              | 17 lutego 2019            | 15 sierpnia 2019          |
| 3     | 10      | 2 kwietnia 2020              | 28 maja 2020                 | 31 maja 2020              | 2 sierpnia 2020           |

### Sezon 1 (2018)
| Nr | #  | Tytuł                       | Reżyseria         | Scenariusz                     | Premiera Freeform | Premiera HBO 3   |
| -- | -- | --------------------------- | ----------------- | ------------------------------ | ----------------- | ---------------- |
| 1  | 1  | Pilot                       | Scott Stewart     | Eric Wald, Dean White          | 29 marca 2018     | 22 kwietnia 2018 |
| 2  | 2  | The Lure                    | Nick Copus        | Eric Wald                      | 29 marca 2018     | 29 kwietnia 2018 |
| 3  | 3  | Interview With a Mermaid    | Jay Karas         | Emily Whitesell                | 5 kwietnia 2018   | 6 maja 2018      |
| 4  | 4  | On the Road                 | Steven A. Adelson | Elle Triedman                  | 12 kwietnia 2018  | 13 maja 2018     |
| 5  | 5  | Curse of the Starving Class | John Badham       | Michael Gans, Richard Register | 19 kwietnia 2018  | 20 maja 2018     |
| 6  | 6  | Showdown                    | Martha Coolidge   | Holly Brix                     | 26 kwietnia 2018  | 27 maja 2018     |
| 7  | 7  | Dead in the Water           | Nick Copus        | Ian Sobel, Matt Morgan         | 3 maja 2018       | 3 czerwca 2018   |
| 8  | 8  | Being Human                 | Amanda Tapping    | Liz Maccie                     | 10 maja 2018      | 10 czerwca 2018  |
| 9  | 9  | Street Fight                | Joe Menendez      | Zach Ayers                     | 17 maja 2018      | 17 czerwca 2018  |
| 10 | 10 | Aftermath                   | Nick Copus        | Eric Wald, Emily Whitesell     | 24 maja 2018      | 24 czerwca 2018  |

### Sezon 2 (2019)
| Nr | #  | Tytuł                | Reżyseria         | Scenariusz                     | Premiera Freeform | Premiera HBO 3   |
| -- | -- | -------------------- | ----------------- | ------------------------------ | ----------------- | ---------------- |
| 11 | 1  | The Arrival          | Matt Hastings     | Emily Whitesell                | 24 stycznia 2019  | 17 lutego 2019   |
| 12 | 2  | The Wolf at the Door | Amanda Row        | Eric Wald                      | 31 stycznia 2019  | 24 lutego 2019   |
| 13 | 3  | Natural Order        | Joe Menendez      | Heather Thomason               | 7 lutego 2019     | 3 marca 2019     |
| 14 | 4  | Oil and Water        | John Badham       | Ian Sobel, Matt Morgan         | 14 lutego 2019    | 10 marca 2019    |
| 15 | 5  | Primal Instincts     | Ellen S. Pressman | Liz Maccie                     | 21 lutego 2019    | 17 marca 2019    |
| 16 | 6  | Distress Call        | David Grossman    | Michael Gans, Richard Register | 28 lutego 2019    | 24 marca 2019    |
| 17 | 7  | Entrapment           | Amanda Row        | Zoë Green                      | 7 marca 2019      | 31 marca 2019    |
| 18 | 8  | Leverage             | Joe Menendez      | Eric Wald                      | 14 marca 2019     | 7 kwietnia 2019  |
| 19 | 9  | No North Star        | Geoff Shotz       | Sarah Wise                     | 13 czerwca 2019   | 2019             |
| 20 | 10 | All In               | David Solomon     | Heather Thomason               | 20 czerwca 2019   | 2019             |
| 21 | 11 | Mixed Signals        | Ben Bray          | Ian Sobel, Matt Morgan         | 27 czerwca 2019   | 2019             |
| 22 | 12 | Serenity             | Steven A. Adelson | Elias Benavidez                | 27 czerwca 2019   | 2019             |
| 23 | 13 | The Outpost          | Amanda Tapping    | Cole Fowler                    | 11 lipca 2019     | 25 lipca 2019    |
| 24 | 14 | The Last Mermaid     | Barbara Brown     | Michael Gans, Richard Register | 18 lipca 2019     | 1 sierpnia 2019  |
| 25 | 15 | Sacrifice            | Rachel Leiterman  | Liz Maccie                     | 25 lipca 2019     | 8 sierpnia 2019  |
| 26 | 16 | New World Order      | Nick Copus        | Emily Whitesell                | 1 sierpnia 2019   | 15 sierpnia 2019 |

### Sezon 3 (2020)
| Nr | #  | Tytuł                | Reżyseria         | Scenariusz                     | Premiera Freeform | Premiera HBO 3  |
| -- | -- | -------------------- | ----------------- | ------------------------------ | ----------------- | --------------- |
| 27 | 1  | Borders              | Joe Menendez      | Eric Wald                      | 2 kwietnia 2020   | 31 maja 2020    |
| 28 | 2  | Revelations          | Nick Copus        | Emily Whitesell                | 2 kwietnia 2020   | 7 czerwca 2020  |
| 29 | 3  | Survivor             | Aprill Winney     | Sarah Wise                     | 9 kwietnia 2020   | 14 czerwca 2020 |
| 30 | 4  | Life and Death       | Joe Menendez      | Michael Gans, Richard Register | 16 kwietnia 2020  | 21 czerwca 2020 |
| 31 | 5  | Mommy and Me         | John Badham       | Liz Maccie                     | 23 kwietnia 2020  | 28 czerwca 2020 |
| 32 | 6  | The Island           | Amanda Row        | Cole Fowler                    | 30 kwietnia 2020  | 5 lipca 2020    |
| 33 | 7  | Northern Exposure    | Marita Grabiak    | Gavin Johannsen                | 7 maja 2020       | 12 lipca 2020   |
| 34 | 8  | Til Death Do Us Part | Bola Ogun         | Heather Thomason               | 14 maja 2020      | 19 lipca 2020   |
| 35 | 9  | A Voice in the Dark  | Steven A. Adelson | Zoë Green                      | 21 maja 2020      | 26 lipca 2020   |
| 36 | 10 | The Toll of the Sea  | Joe Menendez      | Eric Wald, Emily Whitesell     | 28 maja 2020      | 2 sierpnia 2020 |

## Produkcja
Pod koniec lipca 2016 roku stacja Freeform zamówiła odcinek pilotażowy serialu. W sierpniu tego samego roku do obsady dołączyły Eline Powell i Rena Owen. We wrześniu 2016 roku ogłoszono, że rolę rybaka zagra Ian Verdun, a w październiku do obsady dołączyli Alex Roe i Fola Evans-Akingbola.
W kwietniu 2017 roku stacja Freeform zamówiła pierwszy sezon serialu. W tym samym czasie do obsady dołączyli Sibongile Mlambo, Aylya Marzolf i Sedale Threatt Jr..
15 maja 2018 roku stacja Freeform ogłosiła realizację drugiego sezonu serialu, a w maju 2019 roku zapowiedziano produkcję trzeciego sezonu.
W sierpniu 2020 roku ogłoszono, że serial nie zostanie przedłużony na kolejny sezon.